# Sellin
Sellin è un comune e una popolare località balneare (ted. Seebad) situato sull'isola di Rügen nel Meclemburgo-Pomerania Anteriore, in Germania.
Appartiene al circondario (Landkreis) della Pomerania Anteriore-Rügen ed è parte della comunità amministrativa (Amt) di Mönchgut-Granitz.

## Geografia fisica

### Posizione
La cittadina è situata a nord della penisola di Mönchgut, nella parte sud-orientale dell'Isola di Rügen, vicino ad altre rinomate località balneari come Binz e Göhren.

## Storia
La prima menzione di Sellin nei documenti ufficiali risale al 1295.
L'origine del nome è probabilmente slava, da un originale Zellin (paese verde), dato che in epoca carolingia, nella regione della Pomerania, di cui fa parte l'isola di Rügen, sono attestate popolazioni slave.
Dal 1326 l'isola è parte integrante del ducato di Pomerania e successivamente dal 1815 della Prussia.
Dal 1880 Sellin diviene un importante luogo di villeggiatura sul mar Baltico.
Dal 1989, dopo la riunificazione tedesca, Sellin e i suoi monumenti sono stati oggetto di un accurato restauro.

### Quartieri
La cittadina è suddivisa in quattro quartieri (Ortsteile):
- Altensien
- Moritzdorf
- Neuensien
- Seedorf

## Da vedere
Il "simbolo" di Sellin è il molo (500 m di lunghezza), costruito nel 1906 e più volte ricostruito dopo le distruzioni causate dalla maree.
Questo molo è coronato da una struttura lignea monumentale nel tipico stile architettonico balneare, la Bäderarchitektur.
A Sellin esiste dal 1999 anche un museo dell'Ambra.

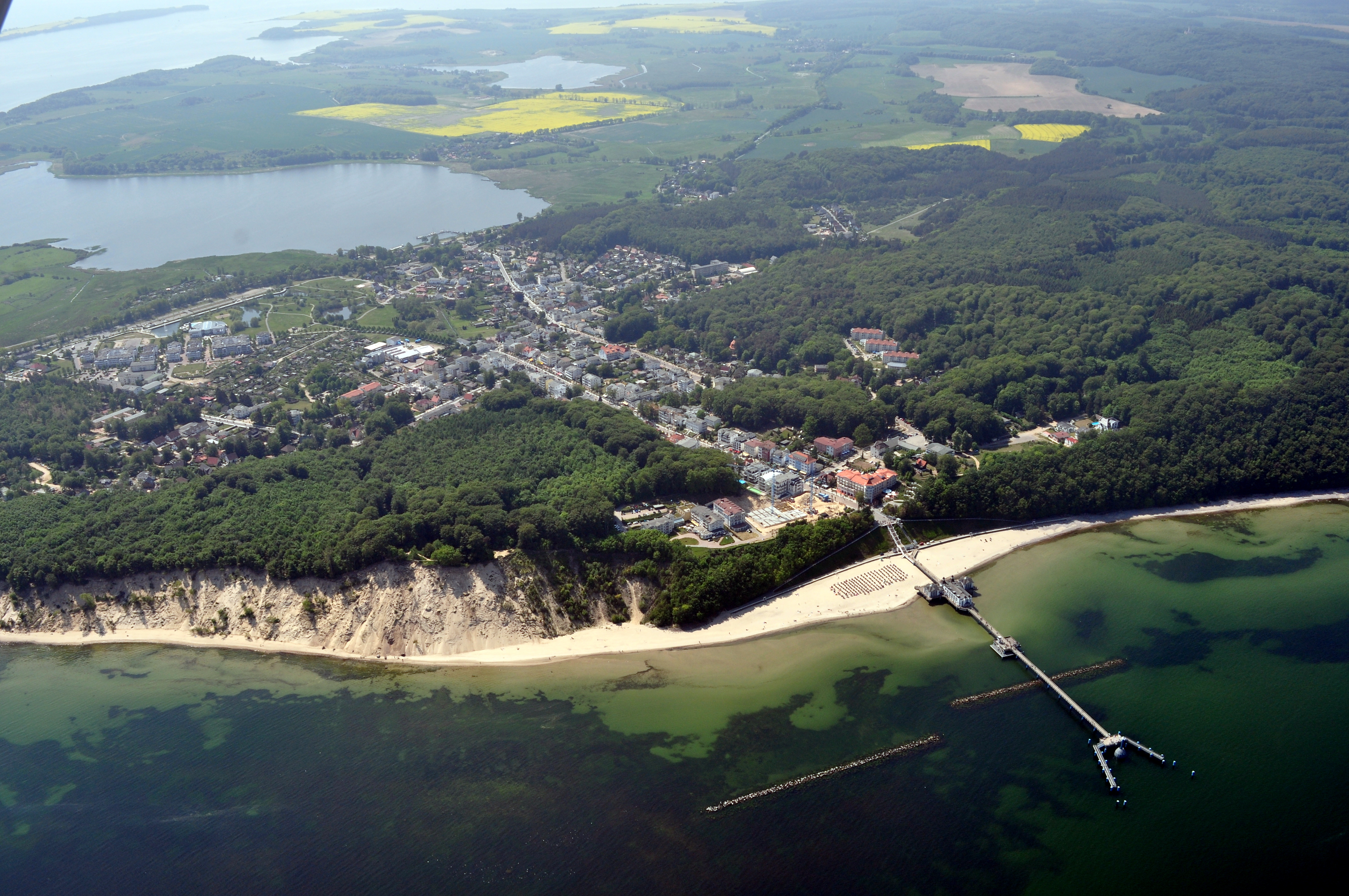
Veduta aerea di Sellin